# The New Neighbor
The New Neighbor è un cortometraggio muto del 1912 diretto da Mack Sennett con Fred Mace, Mabel Normand e Ford Sterling.

## Produzione
Prodotto dalla Keystone Film Company

## Distribuzione
Distribuito dalla Mutual Film, il corto uscì nelle sale il 30 settembre 1912 in coppia con un altro cortometraggio, Riley and Schultze. Attualmente, non si conoscono copie esistenti del film.